# Artère nasale postéro-latérale
Les artères nasales postéro-latérales sont des artères systémiques paires de la tête. Elles vascularisent les sinus maxillaires, ethmoïdaux et sphénoïdaux.

## Origine
Les artères nasales postéro-latérales naissent de l'artère sphénopalatine après son passage dans la cavité nasale.

## Trajet
Les artères nasales postéro-latérales se dirigent vers l'avant sur les cornets et les méats nasaux.
Elles s'anastomosent avec les artères ethmoïdales et avec les branches nasales de l'artère palatine descendante.